# Llei Fonamental de Guinea Equatorial de 1991
La Llei Fonamental de 1991 és el nom de la quarta Constitució de Guinea Equatorial, actualment és vigent. Va ser sotmesa, sense la participació d'observadors internacionals, a referèndum popular el 16 de novembre de 1991, obtenint un 98,36% de vots a favor, i posteriorment fou promulgada pel govern de Teodoro Obiang, substituint a l'anterior Constitució de 1982.
D'acord amb la carta magna de 1991, s'estableix la separació de iure dels següents poders: el Poder Executiu, integrat pel President o Cap d'Estat, el Primer Ministre i un Consell de Ministres designat pel president; el Poder Legislatiu compost per 100 membres de la Cambra dels Representants del Poble, i el Poder Judicial encapçalat pel Tribunal Suprem, nomenat i remogut pel president.

## Reformes

### Reforma de 1995
La Constitució ha rebut tres reformes importants, la primera al gener de 1995, en la qual van ser reformats totalment o parcialment els articles 23, 31, 32, 33, 36, 38, 39, 41, 42, 43, 45, 47, 48, 58, 64, 70, 91, 93, 94, 95 bis, 96, 97, 98, i 103 (Llei Constitucional núm. 1/1995, de data 17 de gener de 1995).

### Llei constitucional de 1998
A través d'una llei constitucional, que modifica l'article 4, es reconeixen el francès i les llengües autòctones com a integrants de la cultura nacional (Llei constitucional n.º 1/1998 del 21 de gener). L'adopció del francès es va fer en integrar-se en la Comunitat Econòmica i Monetària d'Àfrica Central per la circulació monetària (Franc CFA).

### Reforma de 2011
La tercera i última reforma important fins avui és la reforma de novembre de 2011. Després de ser sotmesa a referèndum nacional, aquesta segona reforma constitucional va ser aprovada, obtenint 295.780 vots a favor (97'7%) enfront dels 6.858 obtinguts per l'opció del NO.